# Anna Cockrell

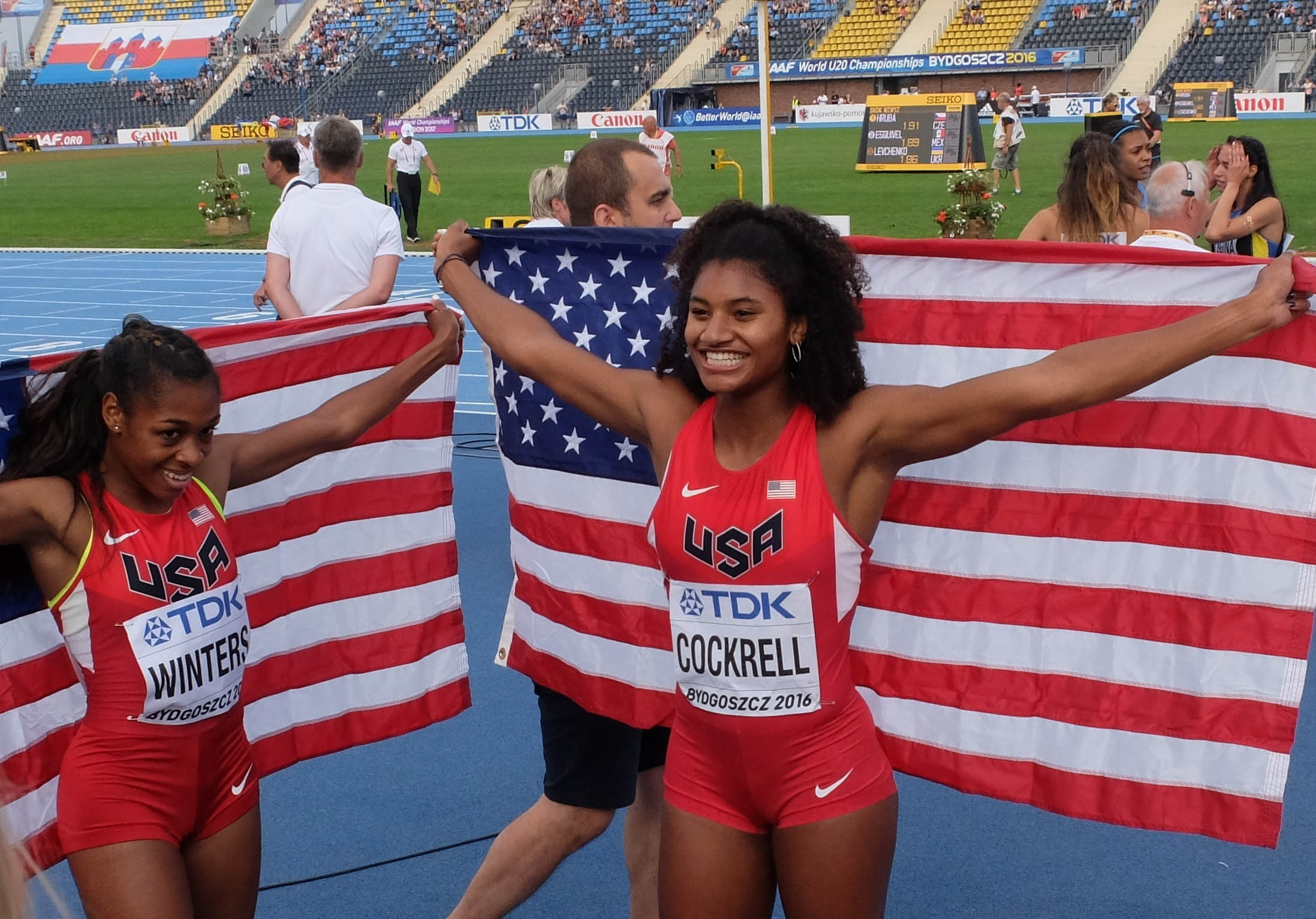
Bydgoszcz 2016

Anna Cockrell (ur. 28 kwietnia 1997 w San Ramon) – amerykańska lekkoatletka specjalizująca się w biegach płotkarskich. Wicemistrzyni olimpijska z Paryża (2024).
Złota medalistka mistrzostw panamerykańskich juniorów w biegu na 400 metrów przez płotki (2015). Rok później startowała na światowym czempionacie juniorów w Bydgoszczy, podczas którego zdobyła złote medale na 400 metrów przez płotki oraz w sztafecie 4 × 400 metrów.
Stawała na podium czempionatu NCAA.

## Osiągnięcia
| Rok  | Impreza                              | Miejsce   | Konkurencja                     | Lokata     | Wynik   |
| ---- | ------------------------------------ | --------- | ------------------------------- | ---------- | ------- |
| 2015 | Mistrzostwa panamerykańskie juniorów | Edmonton  | bieg na 400 metrów przez płotki | 1. miejsce | 57,10   |
| 2016 | Mistrzostwa świata juniorów          | Bydgoszcz | bieg na 400 metrów przez płotki | 1. miejsce | 55,20   |
| 2016 | Mistrzostwa świata juniorów          | Bydgoszcz | sztafeta 4 × 400 metrów         | 1. miejsce | 3:29,11 |
| 2019 | Igrzyska panamerykańskie             | Lima      | bieg na 400 metrów przez płotki | 2. miejsce | 55,50   |
| 2019 | Igrzyska panamerykańskie             | Lima      | sztafeta 4 × 400 metrów         | 1. miejsce | 3:26,46 |
| 2021 | Igrzyska olimpijskie                 | Tokio     | bieg na 400 metrów przez płotki | –          | DQ      |
| 2023 | Mistrzostwa świata                   | Budapeszt | bieg na 400 metrów przez płotki | 5. miejsce | 53,34   |
| 2024 | Igrzyska olimpijskie                 | Paryż     | bieg na 400 metrów przez płotki | 2. miejsce | 51,87   |

## Rekordy życiowe
- Bieg na 60 metrów przez płotki (hala) – 7,93 (2018)
- Bieg na 100 metrów przez płotki – 12,54 (2021)
- Bieg na 400 metrów przez płotki – 51,87 (2024) 4. wynik w historii światowej lekkoatletyki